# Centaur (Forchheim)
Centaur is een Duits historisch merk van motorfietsen.
De bedrijfsnaam was: Neu-Co Motorradbau, Forchheim, Oberfranken.
In 1924 was de opleving van de Duitse motorfietsindustrie van na de Eerste Wereldoorlog op haar hoogtepunt. Honderden kleine bedrijfjes maakten motorfietsen waar inbouwmotoren van grotere merken in gemonteerd werden. Neu-Co maakte zeer goedkope modellen, met eenvoudige frames waarin 1½pk-inbouwmotoren gemonteerd werden, die waarschijnlijk bij Richard Gruhn in Berlin-Steglitz ingekocht werden.
Door hun enorme aantal bleven konden deze kleine merken niet groeien. Ze konden geen dealernetwerk opbouwen en moesten leven van klandizie in hun eigen regio. In 1925 verdwenen binnen een jaar ruim 150 van deze bedrijfjes, waaronder ook het merk Centaur.